# Perpetua Nkwocha
Perpetua Ijeoma Nkwocha (sinh ngày 3 tháng 1 năm 1976) là một cầu thủ bóng đá nữ chuyên nghiệp người Nigeria, là huấn luyện viên của Clemensnäs IF từ Đội bóng đá nữ Thụy Điển 2, trước đây cô từng chơi cho câu lạc bộ Thụy Điển Sunnanå SK. Cô cũng là một thành viên và là đội trưởng của đội tuyển bóng đá nữ quốc gia Nigeria.

## Sự nghiệp quốc tế
Với đội tuyển quốc gia Nigeria, cô đã tham gia bảy mùa CAF Women's Championship (2002, 2004, 2006, 2008, 2010, 2012 và 2014), giành 5 giải trong số đó (2002, 2004, 2006, 2010 và 2014). Tại giải vô địch bóng đá nữ châu Phi năm 2004, cô đã ghi bốn bàn thắng trong trận chung kết gặp Cameroon để giúp quốc gia của cô giành chức vô địch. Cô cũng lập kỷ lục bằng cách ghi được chín bàn thắng tổng thể trong giải đấu, và được mệnh danh là cầu thủ xuất sắc nhất của giải đấu. Nkwocha được bầu chọn là Cầu thủ xuất sắc nhất Châu Phi trong năm 2004, 2005, 2010 và 2011 bởi Liên đoàn bóng đá châu Phi (CAF).
Nkwocha cũng đã tham gia vào bốn mùa World Cup nữ của FIFA (2003, 2007, 2011 và 2015), cũng như các giải đấu Olympic Sydney 2000, Athens 2004 và Bắc Kinh 2008.

## Sự nghiệp chơi trong câu lạc bộ
Cô đã chơi cho đội bóng Thụy Điển Sunnanå SK ở cả hai giải hạng nhất (Damallsvenskan) và giải hạng hai (Elitettan) từ năm 2007 đến năm 2014.
Vào tháng 6 năm 2008, BBC đã thông báo rằng Nkwocha đã công bố kế hoạch nghỉ hưu trong hai năm, và sau đó cô ấy muốn tiếp tục tham gia vào bóng đá bằng cách trở thành một huấn luyện viên. Tính đến năm 2012, cô vẫn chơi ở giải hạng hai của Thụy Điển.
Trước mùa giải 2015, khi Nkwocha 39 tuổi, cô đã rời Sunnanå để gia nhập Clemensnäs IF trong vai trò huấn luyện viên. Cô đã dành một phần thời gian của mình để làm huấn luyện viên bóng đá cho mùa giải trước đó ở Nigeria, nhưng cô muốn định cư tại Thụy Điển sau khi lấy quốc tịch Thụy Điển.